# Багновик молуцький
Багновик молуцький (Amaurornis moluccana) — вид журавлеподібних птахів родини пастушкових (Rallidae).

## Поширення
Ареал виду включає Молуккські острови, Нову Гвінею, архіпелаг Бісмарка та Соломонові острови, а також північне та східне узбережжя Австралії. Трапляється на луках з густою травою, очеретяних заростях або інших місцях, де переважають трав'янисті рослини. Птах також зустрічаються в пальмових гаях Pandanus і бананових плантаціях, завжди поблизу прісних водойм, таких як річки, струмки, озера, водосховища, загороджувальні озера, стариці, ставки або придорожні канави.

## Опис
Пастушок середнього розміру з довжиною тіла від 25 до 30 см, довжиною крил від 140 до 155 мм, довжиною дзьоба від 28 до 33 мм і вагою від 150 до 210 грамів. Має матове сіро-блакитне тіло, коричневі крила та хвіст. Дзьоб тьмяно-зелений, у шлюбний період стає світло-зеленим з помаранчево-червоним щитком на лобі. Ноги оливково-жовті, а очі темні.